# Fotogramas en Corto
Fotogramas en Corto és un festival de curtmetratges organitzat per la revista Fotogramas coincident amb la concessió dels Fotogramas de Plata. Jesús Ulled Nadal va coordinar les edicions del 2003 al 2006 i, en l'actualitat, la responsabilitat és de Marcel Barrena.
Es caracteritza per la possibilitat que qualsevol persona pugui presentar el seu curtmetratge a concurs, encara que no tots els treballs són exhibits a la sala de projecció del festival, sinó únicament una selecció (habitualment de més de 100 títols) duta a terme per un comitè format per professionals del sector. Posteriorment un jurat tria als guanyadors del primer i el segon premi, dotats amb 10.000 i 2.000 euros respectivament. Al final de cada edició s'editava un DVD amb els curts guanyadors.

## I Fotogramas en Corto (2005)
Va coincidir amb la concessió dels Fotogramas de Plata 2004. El primer premi fou atorgat a Miguel C. Rodríguez i Francisco Pérez per Manolito Espinberg: une vie de cinéma. i el premi del públic a Gua!Pa!, de Miquel Galofré Llorens.

## II Fotogramas en Corto (2006)
Va coincidir amb la concessió dels Fotogramas de Plata 2005. El primer premi fou atorgat a Éramos pocos, de Borja Cobeaga, protagonitzat per Mariví Bilbao. El premi del públic fou per Choque de Nacho Vigalondo.

## III Fotogramas en Corto (2007)
Es va desenvolupar per internet el 25 de març de 2007 a diferència dels Fotogramas de Plata 2006, entre 12 finalistes escollits entre 800 participants escollits per un jurat format per Jaume Balagueró (director de cinema), Julio Fernández (president de Filmax), Juan Carlos Tous (director General de CAMEO), Sergi Sánchez (crític de cinema) i Elisenda Nadal (directora de Fotogramas).
El primer premi fou atorgat a Coming to Town, de Carles Torrens, amb 10.000 euros i el segon a For(r)est in the des(s)ert, de Luiso Berdejo, amb 2.000 euros. El premi del públic fou per Huellas en la nieve, de Pedro Touceda que rebrà un curs de direcció de cinema d'una setmana a "Nova York Academy". El Premi Cameo a Cirugía d'Alberto González Vázquez, va rebre 3.000 euros.

## IV Fotogramas en Corto (2008)
Els guanyadors foren escollits entre 12 finalistes escollits entre 800 participants escollits per un jurat format per Juan Antonio Bayona, José Antonio Félez, Jesús Palacios, José María Morales i Toni Ulled. El primer premi fou per Paseo, d'Arturo Ruiz Serrano, que va rebre 10.000 euros i el segon premi per Traumalogía de Daniel Sánchez Arévalo, que en va rebre 2.000. Entre els finalistes hi havia El anónimo Caronte de Toni Bestard.

## V Fotogramas en Corto (2013)
Fou atorgat el 25 de març de 2014 i el jurat era format per pels directors Cesc Gay i Roberto Pérez Toledo, l'actriu Leticia Dolera, el director de Fotogramas Toni Ulled Nadal, i dos representants de l'Agència Catalana de Turisme. El primer premi fou per La colla, d'Enric Ribes i Oriol Martínez, estudiants de comunicacions audiovisuals i que narra la història dels Xiquets de Hangzhou. El segon premi fou per Mi miedo, Mía y un beso, de Claudia Cos i Jordi Frades i el premi del públic a Clara, d'Álvaro Carmona.